# Valber Huerta
Valber Roberto Huerta Jerez (Melipilla, 26 de agosto de 1993) é um futebolista chileno que joga como zagueiro pelo Universidad Católica.

## Carreira
Nascido em Melipilla. Joga como zagueiro. Formado nas categorias de base da Universidad de Chile, foi incorporado ao profissional pelo treinador Jorge Sampaoli. Estreou pela Universidad de Chile vestindo a camisa de número 29 em 6 de maio de 2012, contra o Universidad de Concepción em partida válida pelo Campeonato Chileno formando dupla de zaga com Osvaldo González. Em 2013, após grande campanha com a Seleção Sub-20, ganhou a camisa de número 6.

### Universidad Católica

#### 2019-presente
Em 9 de janeiro de 2019, ele foi apresentado como um novo reforço da Universidad Católica. Ele fez sua estreia na Universidad Católica em um torneio amistoso contra o Everton em Viña del Mar. Esse ano foi campeão da Supercopa de Chile 2019.
Na temporada 2020, Universidad Católica conquistou da Campeonato Chileno 2020 e posteriormente foi campeão da Supercopa de Chile 2020. No final de 2021, Universidad Católica foi campeão da Supercopa de Chile 2021 em pênaltis, e mais tarde instituição também foi coroada tetracampeã do torneio nacional, após vencer as edições 2018, 2019, 2020 e 2021.
Em dezembro de 2021, foi anunciada a sua contratação pelo Palmeiras, a pedido do técnico Abel Ferreira. No entanto, Palmeiras desiste de contratar Huerta pq foi reprovado num dos testes.

## Seleção Chilena
Em 13 de julho 2012, foi convocado pelo treinador Fernando Carvallo para a Seleção Chilena Sub-20 para uma série de amistosos na Europa. Representou o Chile Sub-20 no Campeonato Sul-Americano Sub-20 de 2013. Huerta ajudou a Seleção a se classificar para Campeonato Mundial Sub-20 de 2013, disputou todas as partidas, foi um dos jogadores mais importantes da equipe e junto com seu companheiro de zaga e de clube Igor Lichnovsky, formou uma das defesas mais sólidas do campeonato.

## Títulos
Colo Colo
- Copa Chile: 2016

Universidad de Chile
- Campeonato Chileno: 2012-A, 2014-A
- Copa Chile: 2012-13

Universidad Católica
- Campeonato Chileno: 2019, 2020, 2021
- Supercopa do Chile: 2019, 2020, 2021

### Prêmios individuais
- Melhor defesa da Campeonato Chileno: 2020[10][11]
- Equipe ideal da Campeonato Chileno: 2020[12]
- Melhor defesa da Campeonato Chileno: 2021[13]